# メグズ郡 (テネシー州)
メグズ郡（英: Meigs County）は、アメリカ合衆国テネシー州の中央部東に位置する郡である。2010年国勢調査での人口は11,753人であり、2000年の11,086人から6.0%増加した。郡庁所在地はディケーター町（人口1,598人）であり、同郡で人口最大の町でもある。

## 歴史
メグズ郡となった地域は1819年までチェロキー族の領土だった。1807年には既に白人開拓者がレイ郡からテネシー川を渡す渡し船を運行していた。郡名の元になったリターン・J・メグズ大佐が1817年まで川向うのレイ郡でインディアン代理人を務めていたが、この年に東のメグズ郡となった地域に移った。1819年、ハイワシー条約によって当初はレイ郡の一部として土地が白人開拓者に解放された。
1985年、メグズ郡家庭コミュニティ教育クラブが、州のプロジェクトである「ホームカミング1986」のために、メグズ郡の初期歴史を記念する大きなキルト制作を始めた。このキルトにはメグズ郡初期を代表する14の場所の絵を描いている。キルトの中央には、様々な場所を示す地域の地図が描かれており、家庭コミュニティ教育クラブの指導者を長く務めたフロッシー・ベネットが制作した。テンマイル、ピークランド、コンコード、グッドフィールド、ディケーターの町を代表する委員が、このキルトにどの場所を描くかを決めた。選ばれた場所は、エリシャ・シャープ邸（シャープ・ワッソン・ワース邸とも呼ばれる、1825年頃）、スチュワート邸（1830年）、R・H・ジョンソンの厩舎、マウントザイオン教会と墓地（1830年）、ジーグラーの製粉所（1850年、元はゲッティス製粉所）、ワシントン渡し（1808年）、ピサ教会（1818年）、昔の体育館（1885年）、昔のメグズ郡庁舎（1904年）、昔のボランティア電気協同組合ビル（1935年）、アシュレー邸（1885年）、サム・イーブズの店（1861年頃）だった。ネル・ジャネット・フィールズ・ワースがヒアフォードの牛の絵も入れるべきと主張した。メグズ郡は肉牛で知られているからだった。このキルトはマクミン郡生きている遺産博物館のキルトショーで「最良のオリジナルデザイン」と賞された。このキルトはメグズ・ディケーター公共図書館で展示され、2010年にはディケーターのメグズ郡歴史博物館に飾られた。
ディケーターのスミス・アベニューにある新しい建物は、メグズ郡歴史博物館の収集品を収容するために建設された。2002年7月に開館された。メグズ郡歴史博物館には郡や家庭の多くの記録が収められている。恒久展示物として、1930年代のディケーターのメインストリートを描いた壁画がある。この壁画はテネシー州芸術委員会とVECカスタマーシェア計画からの認証で資金手当てされ、地元の画家ビル・マクドナルドが制作した。

## 地理
アメリカ合衆国国勢調査局に拠れば、郡域全面積は217平方マイル (560 km2)であり、このうち陸地195平方マイル (510 km2)、水域は22平方マイル (57 km2)で水域率は10.11%である。
郡内の目立つ地形はテネシー川であり、郡の西側境界になっている。ワッツバー・ダムがこの川のメグズ郡とレイ郡の間にあり、人口湖のワッツバー湖を形成している。この湖はノックスビル市の西にある上流のフォートラウドン・ダムまで伸びている。ワッツバー・ダムの下流はチカマウガ湖となり、チャタヌーガ市にある下流のチカマウガ・ダムまで伸びている。ハイワシー川の河口はメグズ郡南西部にあり、メグズ、レイ、ハミルトン各郡の境界が合う点に近い。

### 交通
- テネシー州道58号線 - 南北方向の幹線道、郡の全長に渡り中央で二分している。郡最南部にはハイワシー川橋が架かっている
- テネシー州道30号線 - 東西方向の幹線道、郡を南北に二分し、ディケーターで州道58号線と交差する。テネシー州交通省がこの道路を2車線から4車線の上下分離方式に格上げしつつある。これによって東西方向の交通を円滑にし、州間高速道路75号線との接続が良くなる。ディケーターより東の区間は2008年に完成した
- テネシー州道68号線 - 南北方向の幹線道、郡北部では東西方向、ワッツバー・ダムでテネシー川を渡る
- テネシー州道60号線 - 東西方向の幹線道、郡南部境界になる
- テネシー州道304号線 - 重要な地方道、その北部はワッツバー・ダムのマリーナ、リゾート、キャンプ場に通じている。テンマイルの町とディケーターを繋ぐ
- テネシー州道305号線 - 重要な地方道、州間高速道路75号線と州道68号線とを繋いでいる。また郡北中部と隣接するマクミン郡のアセンズ市とを繋いでいる

### 隣接する郡
- ローン郡 - 北
- マクミン郡 - 東
- ブラッドリー郡 - 南東
- ハミルトン郡 - 南
- レイ郡 - 西

## 人口動態

人口ピラミッド

以下は2000年の国勢調査による人口統計データである。
| 基礎データ - 人口: 11,086人 - 世帯数: 4,304 世帯 - 家族数: 3,262 家族 - 人口密度: 22人/km2（57人/mi2） - 住居数: 5,188軒 - 住居密度: 10軒/km2（27軒/mi2） 人種別人口構成 - 白人: 97.65% - アフリカン・アメリカン: 1.24% - ネイティブ・アメリカン: 0.21% - アジア人: 0.18% - その他の人種: 0.11% - 混血: 0.60% - ヒスパニック・ラテン系: 0.57% | 年齢別人口構成 - 18歳未満: 25.1% - 18-24歳: 8.1% - 25-44歳: 28.9% - 45-64歳: 26.3% - 65歳以上: 11.5% - 年齢の中央値: 37歳 - 性比（女性100人あたり男性の人口） - 総人口: 100.0 - 18歳以上: 97.3 世帯と家族（対世帯数） - 18歳未満の子供がいる: 32.8% - 結婚・同居している夫婦: 61.7% - 未婚・離婚・死別女性が世帯主: 9.9% - 非家族世帯: 24.2% - 単身世帯: 20.8% - 65歳以上の老人1人暮らし: 7.8% - 平均構成人数 - 世帯: 2.55人 - 家族: 2.94人 | 収入と家計 - 収入の中央値 - 世帯: 29,354米ドル - 家族: 34,114米ドル - 性別 - 男性: 29,521米ドル - 女性: 20,419米ドル - 人口1人あたり収入: 14,551米ドル - 貧困線以下 - 対人口: 18.3% - 対家族数: 15.8% - 18歳未満: 23.5% - 65歳以上: 14.6% |

## 都市と町
- ディケーター - 郡庁所在地、町

### 未編入の町
- ビッグスプリング
- バーチウッド（部分）
- ジョージタウン（部分）
- テンマイル（部分）